# Utricularia parthenopipes
Utricularia parthenopipes — вид рослин із родини пухирникових (Lentibulariaceae).

## Середовище проживання
Цей вид є ендеміком штату Баія в Бразилії.
Населяє мокрий пісок над скелями пісковика; на висотах від 500 до 1500 метрів.

## Використання
Вид культивується невеликою кількістю ентузіастів роду. Торгівля незначна.